# Providence Union Station

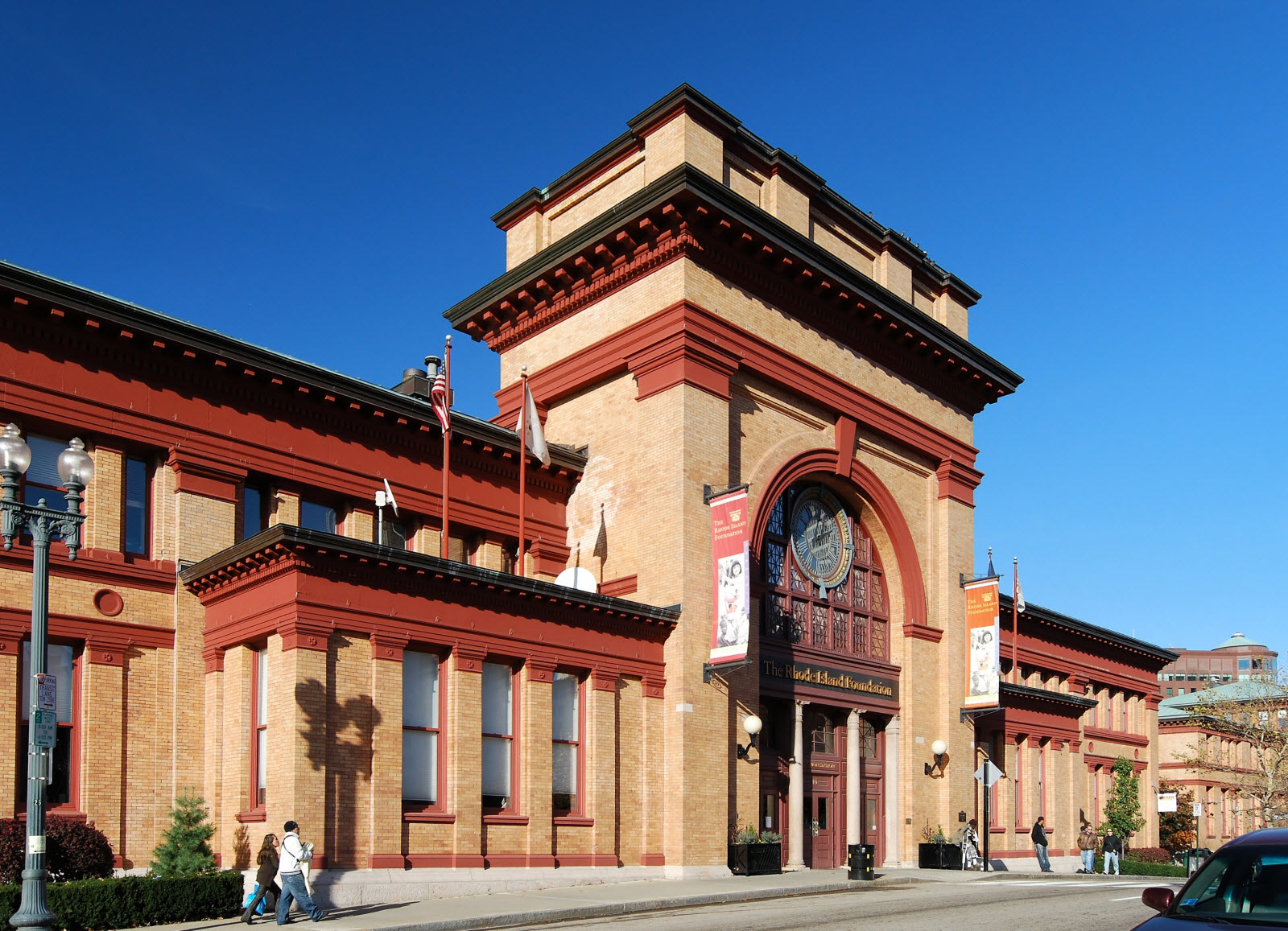
Providence Union Station

Die Providence Union Station beschreibt zwei unterschiedliche aufgelöste Bahnhöfe in Providence, Rhode Island in den USA.
Die ursprüngliche Union Station war der erste Bahnhof in Providence, eröffnet im Jahr 1847, um die Bedürfnisse der erblühenden Stadt zu befriedigen. Er wurde als „ein brillantes Beispiel der romanischen Architektur“ in seiner Zeit bezeichnet und war das längste Gebäude in Amerika. Da die Stadt weiter wuchs, wuchs auch die Notwendigkeit den Bahnhof zu erweitern. Er war unterdimensioniert. Im Februar 1896 erlitt der Bahnhof eine Brandkatastrophe.
Eine viel größere Union Station wurde 1898 eröffnet, erbaut aus charakteristischen gelben Ziegeln, eine Anlage, die das Providence Journal als eine „neue Ära der Geschichte dieser Stadt“ bewertete. Der Bahnhof wurde von Stein, Carpenter und Willson errichtet, das auch schon andere Gebäude in Providence geplant hatte.
In den 1980er Jahren schrumpfte der Schienenverkehr um 75 Prozent. Stadtplaner sahen die Möglichkeit, die „Chinesische Mauer“ der Bahngleise, die im zentralen Geschäftsviertel, im Zentrum Providences, bestand zu demontieren. MBTA und Amtrak fahren seitdem (1986) einen neuen und kleineren Bahnhof etwa 800 Meter nördlich der historischen Anlage an.
Die Union Station fing im April 1987 Feuer und es entstand ein Schaden von $ 11 Mio. Teile des ursprünglichen Empfangsgebäudes wurden renoviert und es enthält heute Büros und Restaurants, darunter die Union Station Brewery.